# فاكوندو توريس
فاكوندو توريس (بالإسبانية: Facundo Torres)‏ هو لاعب كرة قدم أوروغواياني في مركز الهجوم، ولد في 13 أبريل 2000 في لاس بيدراس ‏ في الأوروغواي. لعب مع بنيارول.

## وصلات خارجية
- فاكوندو توريس على موقع الدوري الأمريكي (الإنجليزية)
- فاكوندو توريس على موقع قاعدة بيانات كرة القدم.إي يو (الإنجليزية)
- فاكوندو توريس على موقع ناشيونال فوتبول تيمز (الإنجليزية)
- فاكوندو توريس على موقع Soccerway.com (الإنجليزية)
- فاكوندو توريس على موقع عالم كرة القدم.نت (الإنجليزية)